# Dolichopus aboriginis
Dolichopus aboriginis är en tvåvingeart som beskrevs av Harmston och Frank Hall Knowlton 1943. Dolichopus aboriginis ingår i släktet Dolichopus och familjen styltflugor.
Artens utbredningsområde är Utah. Inga underarter finns listade i Catalogue of Life.